# Лукаш Дошек
Лукаш Дошек (чеськ. Lukáš Došek, нар. 12 вересня 1978, Карлові Вари) — чеський футболіст, що грав на позиції захисника. Відомий за виступами в низці чеських і закордонних клубів, зокрема за клуб «Славія», у складі якого був дворазовим володарем Кубка Чехії, а також у складі національної збірної Чехії. Брат-близнюк іншого чеського футболіста Томаша Дошека.

## Клубна кар'єра
Лукаш Дошек народився 1978 року в місті Карлові Вари, та є вихованець юнацьких команд футбольних клубів «ДДМ Стара Роле» та «Вікторія» (Пльзень). У дорослому футболі дебютував 1997 року виступами у складі команди «Вікторія» (Пльзень), в якій він грав до 1999 року, зігравши в 44 матчах чемпіонату.
У 1999 році Лукаш Дошек перейшов до клубу «Славія», у складі якої грав до 2005 року, та став одним із основних гравців захисної ланки команди. За цей час у складі команди футболіст двічі виборював титул володаря Кубка Чехії.
У 2005 році Лукаш Дошек став гравцем нижчолігового німецького клубу «Шпортфройнде» (Зіген), а з 2006 до 2008 року грав у складі швейцарської команди «Тун». У 2008 році Лукаш Дошек перейшов до словацького клубу «Спартак» (Трнава), де грав до 2009 роках
У 2009—2011 роках Лукаш Дошек грав у складі нижчолігових чеських клубів «Славой» (Вишеград) і «Славой» (Коловеч), після чого завершив виступи на футбольних полях.

## Виступи за збірні
Протягом 1998—2000 років Лукаш Дошек залучався до складу молодіжної збірної Чехії. На молодіжному рівні зіграв у 23 офіційних матчах, зокрема брав участь у молодіжному чемпіонаті Європи 2000 року.
З 1998 року Лукаш Дошек захищав кольори олімпійської збірної Чехії.У складі олімпійської збірної брав участь у футбольному турнірі на Олімпійських іграх 2000 року у Сіднеї.
У 2000 році футболіст також дебютував у складі національної збірної Чехії, проте протягом 2000—2002 років зіграв у її складі лише 4 матчі, в яких забитими м'ячами не відзначився.

## Титули і досягнення
- Володар Кубка Чехії (2):

«Славія»: 1998–1999, 2001–2002